# صوفي فون كوهن
صوفي فون كوهن (بالألمانية: Sophie von Kühn)‏ هي كاتِبة وشاعرة ألمانية، ولدت في 17 مارس 1782، وتوفيت في 19 مارس 1797 في Schloss Grüningen ‏ في ألمانيا بسبب سل.